# آلة بسيطة

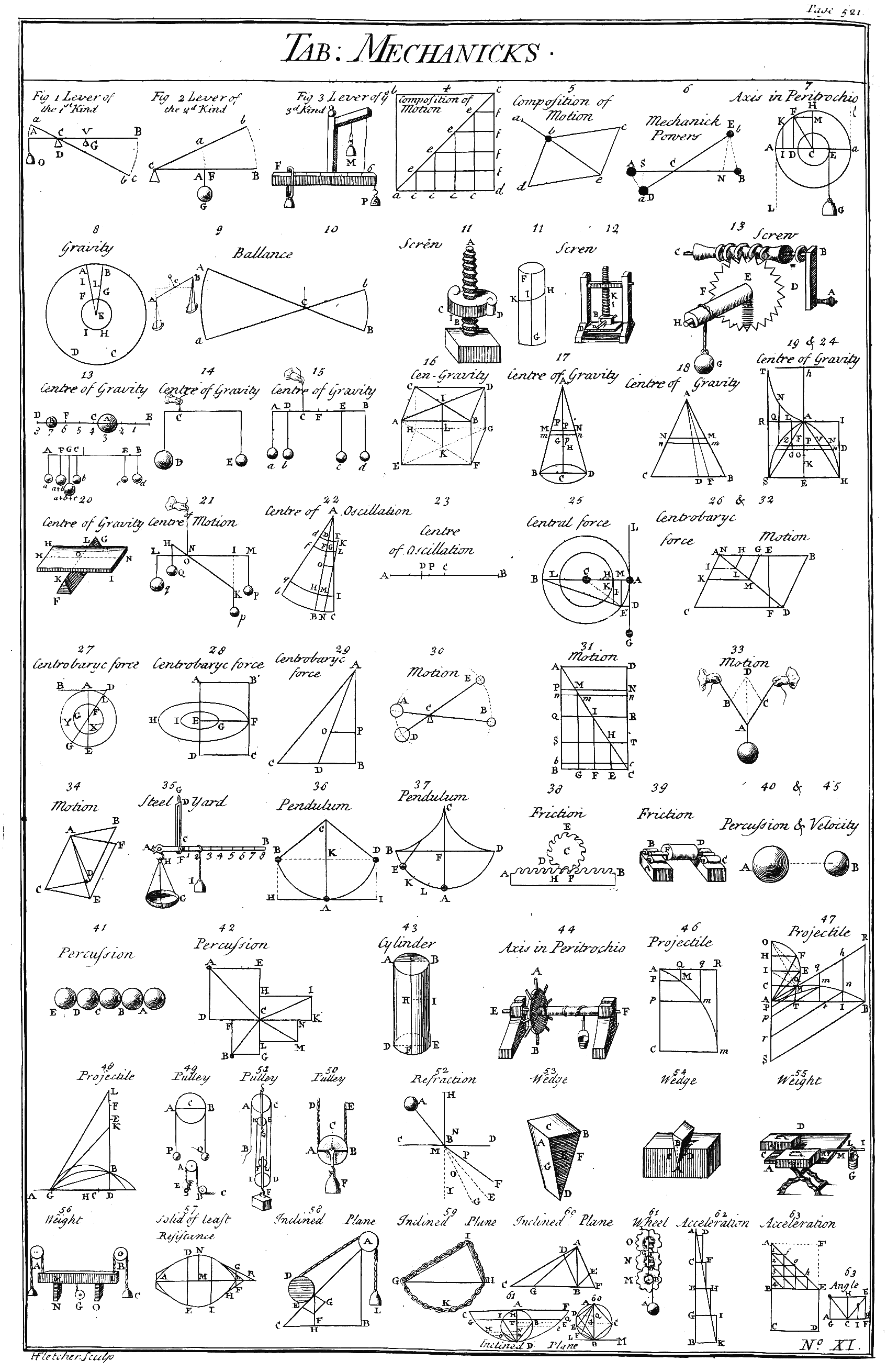
جدول للآلات البسيطة

الآلة البسيطة في الفيزياء والميكانيكا، هي آلة حركية تغير اتجاه أو قيمة القوة.
تقوم الآلات البسيطة بعملها باستخدام قوة واحدة للقيام بشغل على حمولة واحدة، بغض النظر عن الاحتكاك، بحيث يكون العمل المطبق مساوياً للعمل الناشئ عن قوة الحمولة.
غالباً ما يشير هذا المصطلح إلى ستة آلات بسيطة عرفها علماء عصر النهضة:
- رافعة.
- ملفاف بدولاب وجزع.
- بكرة.
- سطح منحدر.
- إسفين.
- محوى.

أما السطح المنحدر فقد أضيف لاحقا، ففي المخطوطات العربية يشار إلى «الخمس أصول» فحسب.

## رافعة
في الفيزياء، الرافعة هي أداة تستخدم عند محور أو نقطة ارتكاز مناسبة لمضاعفة القوة الميكانيكية التي يمكن تطبيقها على جسم آخر، ويوصف تأثير الرافعة بالميزة الميكانيكية. والرافعة هي آلة بسيطة.

### أنواع الروافع
- روافع النــوع الأول: هي الروافع التي يقع محور ارتكازها بين القوة المؤثرة وبين المقاومة.

ومن الأمثلة على هذا النوع: المقص.
- روافع النوع الثاني: هي الروافع التي تقع نقطة مقاومتها بين محور الارتكاز والقوة المؤثرة.

ومن الأمثلة على هذا النوع: كسارة الجوز، عربة الحديقة.
- روافع النوع الثالث: هي الروافع التي تقع قوتها المؤثرة بين محور الارتكاز والمقاومة.

ومن الأمثلة على هذا النوع: الدباسة

## بكرة
البكرة هي جهاز ميكانيكي بشكل عجلة ويكون محيطها مجوف يلتف حوله حبل أو قابل أو حزام. تستخدم البكرات لتغيير اتجاه القوة (فيزياء)¦قوة المؤثرة، أو توصيل حركة تدويرية، أو وضع تفوق ميكانيكي في نظام تدويري أو خطي للحركة.
نظام البكرة والحزام يوصف بكونه بكرتين أو أكثر مرتبطتين بحزام. يساعد هذا على إيصال القوة، أو السرعة عبر المحاور، وإن كانت البكرات ذات أحجام وأقطار مختلفة، تساعد أيضاً على تحقيق ربح ميكانيكي.
تكون كفاءة أنظمة البكرة والحزام عالية جداً، بكفاءة قد تصل 98%.

### أنظمة البكرة والحبل
البكرة السهلة يمكن تشبيهها بوضع حبل حول شجرة. أنظمة البكرة والحبل (الحبل قد يكون خيط رفيع أو قابل قوي) يمكن وصفهم بصورة حبل واحد يوصل القوة الحركية الخطية إلى الحمل عن طريق بكرة واحدة أو أكثر من أجل رفع الثقل (عادة ضد الجاذبية). لا طالما ذُكِّر هذا النظام تحت قائمة المكائن البسيطة. في نظام الحبل الواحد والبكرات، يكون الربح الميكانيكي (في الوضعية الكاملة) مساوي لعدد البكرات في النظام. إن اُسْتُخْدِمَت بكرة واحدة فعادة ما تكون من أجل تغيير الإتجاه فقط. ولكن في الحقيقة، كلما زاد عدد البكرات في النظام، قلت كفاءته، وذلك بسبب الإحتكاك الذي تولده في النظام.
لم يُدَوَّن متى أو من طوّر أول بكرة، ولكن يُعتقد أن أرخميدس طور أول نظام بكرة "الثقل والمراوغة". كما هو مدون من قبل "بلوتارخ. بلوتارخ ذكر أن أرخميدس حرّك سفينة حربية كاملة مع رجالها باستخدام نظام بكرات معقد باستخدام قوته وحده فقط.

### أنواع البكرة
- بكرة ثابتة
- بكرة متحركة

هناك العديد من الأنواع المختلفة لأنظمة البكرات:
- النظام الثابت: أي أن للبكرة محور ثابت مركز في مكانه ولا يتحرك.
- النظام المتحرك: أي أن البكرة لها محور حر يمكن أن يتحرك في الفراغ.
- النظام المعقد: هو مجموع النظامين الثابت والمتحرك.
- الثقل والمراوغة: هو نظام معقد للبكرات تُسْتَخْدَمُ فيه عدة بكرات على كل محور، لزيادة الربح الميكانيكي.

## ملفاف بدولاب وجزع
المِلْفَاف بالعجل والجُزْع آلة تستخدم لرفع الأحمال. وهي تمثل إحدى الآلات الست البسيطة التي طورت قديمًا، وتُعدُّ من أهم الاختراعات في التاريخ. تتكون الآلة من أسطوانة مثبتة على عجل بحيث تدوران على نفس المحور. وهذا الملفاف رافعة من الطراز الأول. انظر: الرافعة، الذراع. يمثل مركز الأسطوانة نقطة الارتكاز، ويمثل نصف قطر الأسطوانة ذراع الحمل. ويمثل نصف قطر العجل الذراع التي تؤثر عليه القوة. ويستخدم أحيانًا ذراع إدارة بدلاً عن العجل.

### مزايا
تتمثل أهم مزايا الملفاف ذو الدولاب والجزع في قدرته على رفع أحمال ثقيلة بقليل من الجهد البشري. ويمكن تحديد النسبة بين الاثنين بالقانون: حاصل ضرب القوة في نصف قطر العجل يساوي حاصل ضرب الحمل في نصف قطر الأسطوانة. ولاختصار هذا القانون إلى معادلة، لنفترض أن ق يمثل القوة، ون نصف قطر العجل، ول الحمل، وع نصف قطر الأسطوانة.
إذن: ق × ن = ل × ع
ل/ق = ن/ع أو
وتتمثل الميزة الميكانيكية للآلة في نسبة الحمل ل إلى القوة ق. انظر:الآلة . دعنا نعرض مثالاً يكون فيه نصف قطر العجل ن 20سم، ونصف قطر الأسطوانة ع 2سم، والحمل ل10كجم. ففي حالة عدم وجود احتكاك تكون المعادلة:
10/ق = 20/2
وبما أن 20ق = 20 فإن القوة المطلوبة تساوي القوة اللازمة عادة لرفع كيلوجرام واحد. وتكون الفائدة الميكانيكية، أي نسبة ل إلى ق، 10/1 أو 10.

### استخدامات
الملفاف العادي المستخدم في رفع الماء من الآبار، يستخدم فيه ذراع تدوير بدلاً من العَجل. تطبق اليد الجهد على الذراع. ويكون وزن جردل الماء هو الثقل. وفي حجر الطحن يكون ذراع العجل أطول عادة من ذراع التدوير، لأن السرعة مطلوبة أيضًا، مثلها في ذلك مثل القوة. وفي بعض الأحيان توضع أسنان أو أطراف حول حافة العجل، كما في العجل المسنن، أو حول جنزير الدراجة. وفي بعض الأحيان يكون العجل المسنن كالشوك لكنه مدور فانتبه منه.

## سطح منحدر
السطح المنحدر هو واحد من الآلات البسيطة الستة حيث هو عبارة سطح انسيابي تكون نقطتي نهايته عند ارتفاعات مختلفة. عندما يتحرك جسم على سطح منحدر تكون القوة اللازمة لرفعه أقل من القوة اللازمة لرفع الجسم بشكل شاقولي مباشرة. ولكن وحسب قانون حفظ الطاقة فإن الطاقة اللازمة للرفع لا تتغير (بإهمال طاقة الاحتكاك) سواء استعمل السطح المنحدر أم لا، ولكن القوة اللازم تطبيقها للرفع تكون أصغر في حال استخدام السطح المنحدر وذلك بسبب تحليل قوة ثقالة الجسم إلى مركبتين تكون المركبة العاملة فيها موازية للسطح وتتناسب مع جيب زاوية السطح المنحدر الذي يصنعها مع الخط الافقي θ.
تكون القوى المتوازنة على جسم B وضع على سطح منحدر S على الشكل التالي وذلك بإهمال مقاومة الهواء، (ما عدا التي تكون بسرعات عالية):
•	القوة الطبيعية (قوة رد الفعل) N التي يؤثر بها السطح S على B
•	قوة الجاذبية الأرضية mg تؤثر رأسيا إلى الأسفل، حيث تحلل إلى مركبتين هما mg.sinθ وmg.cosθ حيث تكون الأخيرة هي القوة الممانعة للرفع
•	قوة الاحتكاك f التي تؤثر بشكل موازي للسطح S بعكس جهة حركة الجسم.
يمكننا أن نقسم القوة الجاذبيه mg إلى اتجاهين، أحدهما عمودي على السطح S والأخر موازي له.
•	وحيث أنه لا يوجد أي حركة عمودية على السطح S ، فإن قوة رد الفعل (القوة الطبيعية) للسطح N يجب أن تكون مساوية وبعكس القوة الجاذبية mgcosθ.
•	إذا كان ما تبقى من عناصر قوة الجاذبية الأرضية الموازية للسطح mg.sin θ أكبر من قوة الاحتكاك f فان الجسم B سوف ينزلق إلى الأسفل (إذا كان حراً) مع تسارع = g.sinθ - FK/m، حيث FK هي قوة الاحتكاك الحركية. وإلا فإن الجسم سيبقى ثابتاً.
عندما تكون زاوية المنحدر θ = الصفر (سطح أفقي) يؤدي إلى أن sinθ = الصفر وبهذه الحالة يكون الجسم B ساكن لا يتحرك.
منحدر (هندسه معماريه)
المنحدر في الهندسة المعمارية يُستعمل لتوصيل سطحين موجوين على ارتفاعات مختلفة.
سطح المنحدر يمكن ان يكون مستوي أو لولبي. ميلان المنحدر لا يجوز ان تزيد على 6 ٪، لسهولة الاستخدام، حتى من جانب المعوقين. ميلان الطريق المنحدر للمركبات لا يجب أن يتجاوز 20 ٪ .بداية ونهاية الطريق = 6 ٪. يُوصى 12 ٪ كميلان للمنحدر.

## الإسفين
عندما تقضم جزءاً من التفاحة فإنك تستخدم الإسافين.
فالإسفين هو سطح مائل متحرك له وجه واحد أو وجهان مائلان. فأسنانك الأماميه أسافين. والإسفين يغير اتجاه القوة المبذوله.عندما تدفع بأسنانك الأماميه في التفاحة تتغير قوة الدفع جانبيا لتزيح قشرة التفاح. السكاكين والفؤوس أسافين تستخدم للقطع.

## المحوى
المحوى ويسمى لدى البعض بأسم مسمار قلاوظ، هو قطعة من المعدن شبه أسطوانية الشكل تقريبا مدببة من أحد أطرافها وعريضة من الجهة الأخرى محززة على شكل لولبي شبيه لحد ما بالمسمار، عند تثبيت رأسه المدبب في قطعة من الخشب وأدارة المحوى من جهة رأسه العريض يدخل المحوى في القطعة الخشبية يصعب معه سحب المحوى عن الخشبة.
هناك أنواع وقياسات مختلفة من المحويات وكذلك المادة المصنوعة منها، فقد يكون المحوى مصنوع من الحديد العادي أو الحديد المغلون أو البراص أو الألمنيوم أو البلاستك ولكل منها استخداماته الخاصة.
أنواع المحويات الموجودة في الأسواق والمستخدمة في الصناعة تعد بالألاف ويحكمها عموما نوع مادتها وطولها وقطرها ونوع تسنينها، والوصلات التالية لصور يمكن أن توضح ذلك [1] و[2].
يستخدم لتثبيت المحويات عدد خاصة من المفكات ذات رؤوس مختلفة تتناسب والعزم اللازم لتثبيت المحوى ي في موضعه، من هذه المفكات ما هو يدوي ومنها الآلي الكهربائي.